# Colón (partido)
Pour les articles homonymes, voir colon.
Colón est un partido de la province de Buenos Aires fondé en 1892 dont la capitale est Colón.